# D.373 (航空機)
D.373 は、フランスのデヴォアティーヌで開発された艦上戦闘機である。D.50設計時のプランの一つを流用して作られた。パラソル翼単葉、固定脚、胴体は全金属モノコック構造だが主翼は羽布張りの戦闘機である。原型機の初飛行は1931年。
フランス海軍からの要求により1933年にD.371の艦上機型D.373が製作された。D.376は主翼を折り畳める様にしたもの。
ドイツとの開戦が不可避と思われた頃、アメリカ合衆国よりF4Fの供与とD.520の艦上機型の製作が計画されたが何れも間に合わず、旧式化したD.373が開戦時もAC1（7C1）とAC2（7C2）に配備されていた。

## 運用国
フランス
- フランス海軍
- フランス空軍

 スペイン共和国
- スペイン空軍（D.372）

 リトアニア
- リトアニア空軍（D.372）